# ArcheAge
ArcheAge és un videojoc gratuït en 3D de rol massiu de tipus parc temàtic ambientat en un món obert de fantasia.
L'escenari consisteix en dos continents. Hi ha 4 races amb 10 arbres d'habilitats que impliquen 120 classes de personatges. És a dir, la classe del personatge s'adquireix solament mentre es juga. També es pot crear el seu propi vaixell i aconseguir mascotes que es poden entrenar com a companys de batalla o muntures, i viatjar amb planador.
Es pot comprar or (del videojoc) amb diner de manera indirecta: es compra APEX a Trion amb diner i té un valor econòmic dins el joc de 1240 crèdits que s'intercanvia al mercat de subhastes o de manera directa.
Hi havia una manera de fer malbé els servidors del joc a causa d'un error i un jugador ho va indicar demostrant-ho al personal responsable dels servidors (Trion).
Hi ha una novel·la anomenada The Fir and the Hawk oficialment basada en el videojoc. Està escrita per Min-Hee Jeon.

## Rebuda i premis
Ha rebut la puntuació de 84,33% (basada en 3 crítiques) a Gamerankings una puntuació de 80% (basada en 11 crítiques) a Metacritic.

Fou reconegut com al MPOGD's GAME OF THE MONTH OCTOBER 2014.